# Шатько, Евгений Иванович
Евгений Иванович Шатько (1931—1984) — советский писатель, сценарист.

## Биография
Окончил с отличием художественное училище им. Радищева (Саратов). В 1955 году с отличием окончил сценарный факультет Всесоюзного института кинематографии.

### Семья
Отец — Иван Дмитриевич Шатько, военнослужащий; дед — Дмитрий Карпович Шатько, в 1918—1925 — народный комиссар просвещения Новоузенского района Саратовской области.
Дед по материнской линии — Алексей Акимович Чекмарёв, крестьянин Саратовской губернии; его дочери Анна и Мария были учительницами в Подмосковье.
Жена — Татьяна Николаевна Моисеева, член Союза писателей;
- сын — Антон (1967—2005) — композитор, автор-исполнитель песен, романсов[3].

Умер в 1984 году. Похоронен на Митинском кладбище.

## Творчество
Его рассказы печатались с 1957 года в журналах «Юность», «Смена», «Пионер», «Сельская молодежь» и других изданиях, произведения выходили отдельными книгами с 1962 года.
Рассказы Евгения Шатько в исполнении артистов В. М. Невинного,  В. Д. Ларионова, Е. Я. Весника, Р. Я. Плятта, Г. М. Вицина звучали по Всесоюзному радио в 1966—1984 годы. Рассказ «Скалолаз» в передаче «С добрым утром» сохранился на проекте Аудиопедия. Автор прочитал свой рассказ «Я от Тамары» в передаче «Вокруг смеха» Центрального телевидения в 1983 году. 

### Избранные сочинения
Источник — Электронные каталоги РНБ
- Шатько Е. И. Встаньте в очередь за счастьем. — М. : Наша молодёжь, 2012. — 382 с. — (Содерж.: рассказы: Слети к нам, тихий вечер; Заботы; Лесничиха; История короткой любви; В пламени твоем [и др.]; ироническая проза: Пришелец; Колесо фортуны; Чаще встречайтесь с друзьями; Выдержанный Егор; Заповедное слово [и др.]) — ISBN 978-5-7117-0687-8
- Шатько Е. И. Главная улица России : Повести. Рассказы. — М. : Сов. писатель, 1980. — 407 с. — (Содерж.: Повести: В начале зимы; Главная улица России; Рассказы: История короткой любви; Друг; Каменное сердце; Дедова изба; Тувинские встречи; Памир, Памир…; Федька — веселый малый; Дорога идет через Ош; Синее пламя; Заботы)
- Шатько Е. И. Гудят пароходы : Повести, рассказы [Для сред. возраста]. — М. : Дет. лит., 1982. — 160 с. — (Содерж.: Повести: Если бы я была феей; Красный лес; Рассказы: Закон сохранение энергии; Гудят пароходы)
- Шатько Е. И. Дорога в цветущие долины. — М. : Сов. Россия, 1985. — 221 с. — (Содерж.: Дорога в цвету; Гармошка; Прописан в море…; Радуга над рекой; Шалая; Что же вы мимо едете?; История короткой любви; Каменное сердце; Друг; Слети к нам тихий вечер…)
- Шатько Е. И. Заботы : Рассказы. — М. : Профиздат, 1977. — 288 с. — (Содерж.: Дорога в цветущие долины; Заботы; Гудят пароходы; О чем кричат ласточки; Горная болезнь; Федька — веселый малый; Личный смысл бытия; Стоит идти к югу; Закон сохранения энергии; Что ж вы мимо едете?; Воинственный Гоша; Лесничиха; Гармошка)
- Шатько Е. И. Заводила : [Сб.]. — М. : Правда, 1985. — 47 с. — (Библиотека «Крокодила» ; № 14 (979))
- Шатько Е. И. История короткой любви : Повести. Рассказы. — М. : Сов. писатель, 1990. — 639 с. — (Содерж.: Повести: В начале зимы; Любви не попрошу; Пришелец: Юморист. повесть; Абсолют Черпакова: Юморист. повесть; Рассказы: История короткой любви; Лесничиха; Каменное сердце; В пламени твоем; Гармошка; Что ж вы мимо едете?, и др.) — ISBN 5-265-01213-3
- Шатько Е. И. Колесо фортуны : Юморист. рассказы. — М. : Правда, 1990. — 48 с. — (Библиотека «Крокодила» ; № 11 (1095))
- Шатько Е. И. Красный лес : Рассказы и повести [Для сред. и ст. возраста]. — М.: Дет. лит., 1972. — 176 с. — (Содерж.: Рассказы: Закон сохранения энергии; Гудят пароходы; Воинственный Гоша; Отъемыш; Повести: Пятеро на леднике; Красный лес; Казачий остров)
- Шатько Е. И. Кто ждет тебя? : Повесть и рассказы. — М. : Мол. гвардия, 1965. — 240 с. — (Содерж.: Кто ждет тебя?: Повесть; Рассказы: Заботы; В степи; Закон сохранения энергии; Памир, Памир…; Воинственный Гоша)
- Шатько Е. И. Любви не попрошу. Рассказы, повести. — М. : Сов. писатель, 1985. — 447 с. — (Содерж.: Повести: Любви не попрошу; Пришелец; Абсолют Черпакова; Рассказы: Лесничиха; Золотая форель; Цикада; Шалая; Каменное сердце; «Слети к нам, тихий вечер…»; Заботы, и др.)
- Шатько Е. И. О чем кричат ласточки : Рассказы и повесть. — М. : Мол. гвардия, 1962. — 240 с. — (Содерж.: Рассказы: Гармошка; Наше озеро; О чем кричат ласточки; Китайская серенада; Федька — веселый малый; Разъездной инспектор Кашкина; Вера; Дорога в цветущие долины; Сережка и бригада; Пятеро на леднике: Маленькая повесть)
- Шатько Е. И. Первый горнист. Повести [Для сред. возраста]. — М. : Дет. лит., 1977. — 207 с. — (Содерж.: Первый горнист; Если бы я была феей)
- Шатько Е. И. Пятеро на леднике : Повести, рассказы. — М. : Мол. гвардия, 1981. — 287 с. — (Содерж.: Повести: Пятеро на леднике; Пришелец (Юморист. повесть); Рассказы: Воинственный Гоша; Красный лес; Федька — веселый малый; Отъемыш; На практике; Личный смысл бытия; Гудят пароходы; Закон сохранения энергии)
- Шатько Е. И. Радуга над рекой : Повести и рассказы. — М. : Профиздат, 1982. — 351 с. — (Содерж.: Повести: Главная улица России; Одно лето; Рассказы: Городок в Заволжье; Красный лес; В командировке; Солнце; Отъемыш; Вера; История короткой любви; Каменное сердце, и др.)
- Шатько Е. И. Река человеческая : Повести и рассказы. — М : Мол. гвардия, 1971. — 239 с. — (Содерж.: Повести: Одно лето; Пьяный лес; Рассказы: Тайна; Сильная личность; Стоит идти к югу; Отъемыш; Лесничиха; При свете солнца)
- Шатько Е. И. Стоит идти к югу : Рассказы. — М. : Сов. писатель, 1968. — 248 с. — (Содерж.: Личный смысл бытия; Федька — веселый малый; Синее пламя; Горная болезнь; Стоит идти к югу; Друг; Гудят пароходы; Каменное сердце; Дедова изба; Тайна; Гармошка)
- Шатько Е. И. Сын рисует кошку : Юморист. рассказы. — М. : Сов. писатель, 1972. — 254 с. — (Содерж.: Колесо фортуны; Как я был вождем племени; Тайна творчества; Гарнитурный шок; Советы периферийному автору)
- Шатько Е. И. Что ж вы мимо едете? : Повести и рассказы. — М. : Сов. писатель, 1976. — 271 с. — (Содерж.: Эти жаркие заволжские дни; Пришелец: Повести; Рассказы: История короткой любви; Отъемыш; Гармошка; Прописан в море; Что ж вы мимо едете?: Лесничиха; Культурный обмен; Умейте веселиться!; Папа все знает; Нога; Последний кусок Атлантиды; Проходу нет…; Экспериментатор)
- Шатько Е. И. Я от Тамары : Юморист. рассказы. — М. : Правда, 1981. — 48 с. — (Библиотека «Крокодила» ; № 23 (892))

### Художник
Две персональные выставки состоялись посмертно в Центральном доме работников искусств и Выставочных залах Литературного музея (Москва). Четыре картины переданы в частные руки.

### Фильмография

##### сценарист
- 1972 «А пароходы гудят и уходят»
- 1975 «Ау-у!» (киноальманах : И подъехали к избе сваты… Или похождения писателя Сени в поисках слова затаенного)
- 1981 «Беспокойное лето»
- 1982 «Звёздная командировка»
- «Трудный хлеб»
- «Крутые ступени»
- «Заповедное слово».

#### Экранизации
- "Упущенная галактика" (1989)

Ряд неопубликованных в СМИ рассказов Евгения Шатько находится в собственности (авторские права зарегистрированы) Т. Н. Моисевой, вдовы Евгения Шатько.

## Награды и признание
- трижды лауреат премии «Золотой телёнок» (1974, 1976, 1979)[4].

- Лауреат Габровского Международного фестиваля ( 1975 ) : первая премия за рассказ "Ремесло". (Конкурс "Алеко")